# Gerdau
Gerdau é a maior empresa brasileira produtora de aço e uma das principais fornecedoras de aços longos nas Américas e de aços especiais no mundo.
Maior recicladora da América Latina, a Gerdau tem na sucata uma importante matéria-prima: 73% do aço que produz é feito a partir desse material. Todo ano, são mais de 11 milhões de toneladas de sucata que são transformadas em diversos produtos de aço. As ações da Gerdau estão listadas nas bolsas de valores de São Paulo (B3), Nova Iorque (NYSE) e Madrid (Latibex). 
No Brasil, também produz aços planos, além de minério de ferro para consumo próprio. A companhia está presente em 10 países e conta com mais de 30 mil colaboradores diretos e indiretos em todas as suas operações.
A Metalúrgica Gerdau é uma holding que controla a Gerdau S.A.. A Gerdau S.A. é outra holding que controla as diversas operações de siderurgia da Gerdau.

## História

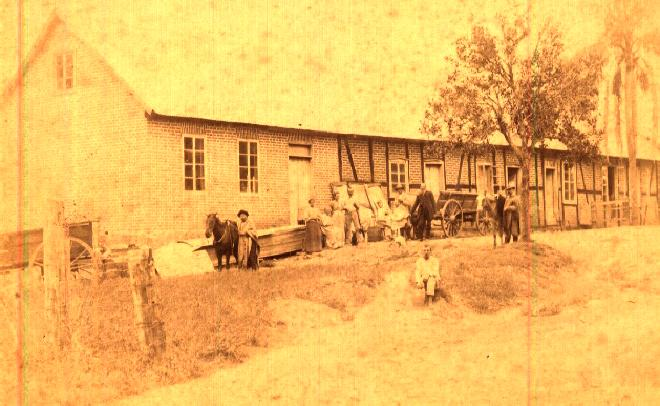
Residência e sede da João Gerdau & Cia. Colônia de Santo Ângelo, município de Agudo, 1885.

A Gerdau foi fundada por João Gerdau. Filho de Johannes Gerdau e Anna Focken, camponeses residentes em Neuenfelde, no Reino de Hanôver. Natural de Altona, atualmente um bairro de Hamburgo, no então Reino da Prússia, João emigrou para o sul do Império do Brasil, em 1869, em busca de melhores condições de vida e de novos empreendimentos, desembarcando no Porto de Rio Grande, província de São Pedro do Rio Grande do Sul, ainda jovem. Instalou-se na Colônia de Santo Ângelo, território que atualmente pertence à Agudo, no estado brasileiro do Rio Grande do Sul. Na mesma cidade investiu inicialmente no comércio. Mais tarde, em 1884, fundou uma casa comercial de secos e molhados em Cachoeira do Sul. Em busca de novas oportunidades, mudou-se com a esposa Alvine Gerdau e os três filhos, Hugo, Walter e Bertha, para Porto Alegre a capital do estado.
Em Porto Alegre comprou a fábrica de pregos Pontas de Paris, em 1901, marco da origem do grupo. Pouco antes de seu falecimento, em 24 de novembro de 1917, o negócio passou a ser administrado pelo filho, Hugo Gerdau. Com a abundante produção de pregos, o Rio Grande do Sul deixava de depender da importação. Em 1933, a fábrica de pregos expandiu a produção com a construção de uma nova unidade em Passo Fundo, no interior do estado.
Em 1946, o genro de Hugo Gerdau, Curt Johannpeter, casado com sua filha Helda, assumiu a direção da Gerdau e comandou uma fase decisiva de expansão dos negócios. Dois anos após sua entrada, a fábrica de pregos Hugo Gerdau, sucessora da fábrica de pregos Pontas de Paris, comprou a Siderúrgica Riograndense e iniciou sua bem sucedida trajetória na siderurgia.
Segundo a página da Gerdau, a direção do Seu Curt — como era chamado na empresa:
| “ | foi decisiva na modernização e impulso profissional. Seu talento para os negócios e o empreendedorismo foram os ingredientes para o sucesso empresarial. | ” |

Curt Johannpeter e sua esposa Helda Gerdau tiveram quatro filhos:
- Germano Gerdau Johannpeter (1932–2023[6])
- Klaus Gerdau Johannpeter (1935–) é vice-presidente do conselho de administração da Gerdau
- Jorge Gerdau Johannpeter (1936–) é o presidente do Conselho de Administração da Gerdau
- Frederico Gerdau Johannpeter (1942–) é vice-presidente do Conselho de Administração da Gerdau

## Administração

### Conselho
O conselho de administração é responsável pelo acompanhamento e execução de políticas internas e externas da empresa, pela definição da estratégia de longo prazo, pela escolha da presidência e designação dos membros do Comitê executivo e pela decisão sobre assuntos relevantes para os negócios e as operações.
É formado por sete membros:
| Guilherme Chagas Gerdau Johannpeter | Presidente               |
| André Bier Gerdau Johannpeter       | Vice-presidente          |
| Cláudio Johannpeter                 | Vice-presidente          |
| Gustavo Werneck da Cunha            | Conselheiro              |
| Márcio Hamilton Ferreira            | Conselheiro independente |
| Claudia Sender Ramirez              | Conselheira independente |
| Alberto Fernandes                   | Conselheiro independente |

### Diretoria
A diretoria é formada pelo diretor presidente, três vice-presidentes e demais diretores. São responsáveis pela condução geral dos negócios, apresentação de planos ao conselho de administração, proposição e aplicação das estratégias aprovadas e busca de sinergias e de resultados da empresa.
| Gustavo Werneck da Cunha         | Diretor presidente      |
| Rafael Dorneles Japur            | Diretor vice-presidente |
| Marcos Eduardo Faraco Wahrhaftig | Diretor vice-presidente |
| Rubens Fernandes Pereira         | Diretor vice-presidente |
| Cesar Obino da Rosa Peres        | Diretor                 |
| Hermenio Pinto Gonçalves         | Diretor                 |
| Mauro de Paula                   | Diretor                 |
| Wendel Gomes da Silva            | Diretor                 |

## Operações de negócio
- Brasil (unidades de aços longos e planos no Ceará, em Minas Gerais, no Paraná, em Pernambuco, no Rio de Janeiro, no Rio Grande do Sul e em São Paulo; lojas próprias de distribuição de aço; mineração para consumo próprio; Terminal portuário no Espírito Santo; Base florestal de eucalipto em Minas Gerais)[3]
- América do Norte (unidades no Canadá e nos Estados Unidos; empresas de controle conjunto no México)[3]
- América do Sul (unidades na Argentina, no Peru e no Uruguai; joint ventures na Colômbia e na República Dominicana)[3]
- Aços Especiais (unidades no Brasil e nos Estados Unidos)[3]

## Usinas siderúrgicas localizadas no Brasil
- Usina Açonorte - Recife, Pernambuco
- Usina Barão de Cocais - Barão de Cocais, Minas Gerais
- Usina Cearense - Maracanaú, Ceará
- Usina Gerdau Silat - Caucaia, Ceará
- Usina Cosigua - Rio de Janeiro, Rio de Janeiro
- Usina Divinópolis - Divinópolis, Minas Gerais
- Usina Sete Lagoas - Sete Lagoas, Minas Gerais
- Usina Araucária - Araucária, Paraná
- Usina Riograndense - Sapucaia do Sul, Rio Grande do Sul
- Usina Usiba - Simões Filho, Bahia
- Usina São Paulo - Araçariguama, São Paulo
- Unidade Água Funda - São Paulo, São Paulo
- Usina Ouro Branco (ex-Açominas), Ouro Branco, Minas Gerais
- Usina Charqueas (ex-Piratini) - Charqueadas, Rio Grande do Sul
- Usina Mogi das Cruzes - Mogi das Cruzes, São Paulo
- Usina Pindamonhangaba - Pindamonhangaba, São Paulo

## Mineração
A Gerdau produz minério de ferro para abastecer suas próprias usinas. As duas minas em operação se localizam em Minas Geraisː Várzea do Lopes, em Itabirito, e Miguel Burnier, em Ouro Preto – que totalizaram 5,6 milhões de toneladas de minério de ferro produzidas em 2021.

## Terminal Portuário Gerdau
O Terminal Portuário Gerdau está localizado no Complexo de Praia Mole (ES), com acesso rodoviário direto e conexão ferroviária a outros cinco estados (BA, GO, MG, RJ e SP). O terminal conta com capacidade de operação para mais de 9 milhões de toneladas.

O porto é uma das principais saídas na região para fins comerciais e escoamento da produção local, como produtos de aço, rochas ornamentais e cargas em geral. 